# Maurice Schumann
Maurice Schumann [móris šuman] (10. dubna 1911 Paříž - 9. února 1998 tamt.) byl francouzský politik, novinář a spisovatel, v letech 1969–1973 ministr zahraničních věcí.

## Život a působení
Narodil se v rodině alsaského podnikatele židovského původu, studoval v Paříži na Lyceu Jindřicha IV. a filosofii na Sorbonně. Před válkou pracoval jako novinář, roku 1939 se přihlásil jako dobrovolník do armády a působil jako styčný důstojník s britským expedičním sborem. Po kapitulaci Francie odplul s britskými jednotkami do Anglie a v Londýně se stal jedním z nejbližších spolupracovníků Ch. de Gaulla. Jako mluvčí Svobodných Francouzů měl během války přes 1000 vystoupení ve francouzském vysílání BBC a roku 1944 se účastnil vylodění v Normandii a osvobození Francie. V roce 1942 konvertoval ke katolicismu.
V roce 1944 byl jedním ze zakladatelů křesťansko-demokratického Lidového hnutí za republiku (MRP) a v letech 1945–1949 jeho předsedou. Od roku 1945 do roku 1973 byl poslancem francouzského parlamentu a v letech 1957–1967 předsedou jeho zahraničního výboru. Od roku 1974 až do své smrti byl senátorem, v letech 1977–1983 místopředsedou Senátu. Několikrát byl členem vlády a za svého působení jako ministr zahraničních věcí sjednal vstup Velké Británie do Evropských společenství, čemuž de Gaulle předtím bránil.

## Ocenění
Byl vyznamenán Řádem osvobození (Ordre de la Libération), byl rytířem Řádu čestné legie a od roku 1974 členem Francouzské akademie.

## Dílo
Publikoval řadu knih o Evropě a o politice, o sociálních otázkách i několik románů.